# ジョシュ・オーシック
- ジョシュ・オシック
- ジョシュ・オーシッチ
- ジョシュ・オシッチ

ジョシュア・マイケル・オーシック（Joshua Michael Osich, 英語発音: /ˈʤɑʃ ˈoʊsɪʧ/; 1988年9月3日 - ）は、アメリカ合衆国アイダホ州ボイシ出身のプロ野球選手（投手）。左投左打。MLBのシンシナティ・レッズ傘下所属。

## 経歴

### プロ入り前
オレゴン州立大学時代はプロ入り後も同僚となるアンドリュー・スザックとバッテリーを組んでいた。2010年1月にトミー・ジョン手術を受けている。6月に行われたMLBドラフト7巡目（全体234位）でロサンゼルス・エンゼルスから指名されたが、契約しなかった。
2011年はトレバー・バウアーを擁するUCLAを相手にノーヒットノーランの快挙を達成した。

### プロ入りとジャイアンツ時代

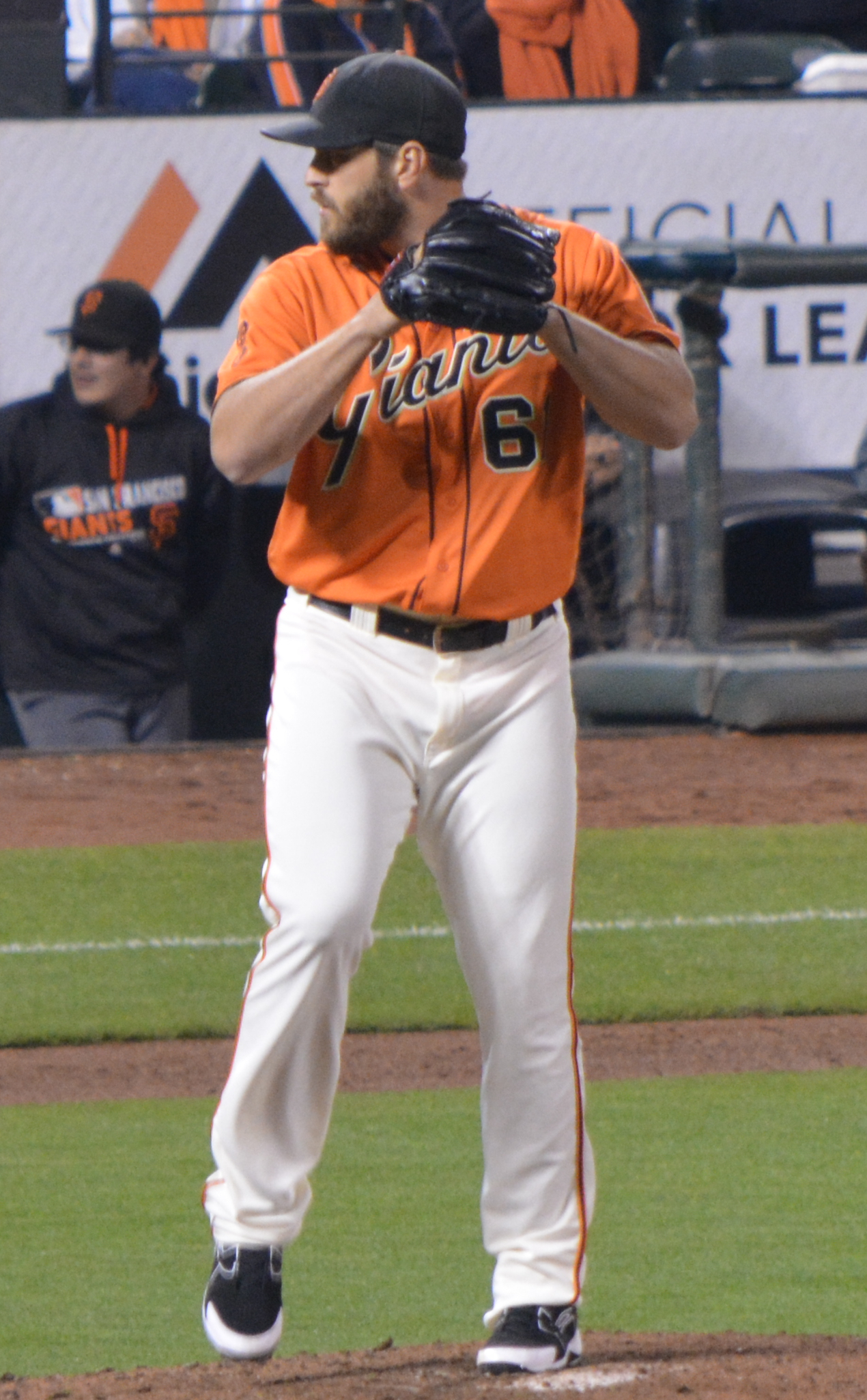
サンフランシスコ・ジャイアンツ時代
(2016年9月16日)

2011年6月のMLBドラフト6巡目（全体207位）でサンフランシスコ・ジャイアンツから指名され、プロ入り。
2012年に傘下のA+級サンノゼ・ジャイアンツでプロデビュー。27試合（先発2試合）に登板して0勝2敗1セーブ、防御率3.62、34奪三振を記録した。
2013年はA+級サンノゼとAA級リッチモンド・フライングスクウォーレルズでプレーし、2球団合計で56試合に登板して5勝4敗15セーブ、防御率3.47、76奪三振を記録した。
2014年はAA級リッチモンドでプレーし、28試合に登板して1勝0敗、防御率3.78、27奪三振を記録した。
2015年はAA級リッチモンドで開幕を迎え、AAA級サクラメント・リバーキャッツを経て、7月3日にメジャー契約を結んでアクティブ・ロースター入りした。同日のワシントン・ナショナルズ戦でメジャーデビュー。この初登板から7試合連続被安打なし、8試合連続無失点と好スタートを切った。この年メジャーでは35試合に登板して2勝0敗、防御率2.20、27奪三振を記録した。
2016年は59試合に登板して1勝3敗、防御率4.71、25奪三振を記録した。
2017年は54試合に登板して3勝2敗、防御率6.23、43奪三振を記録した。
2018年は12試合に登板して防御率8.25、10奪三振を記録した。
2019年2月12日にDFAとなった。

### ホワイトソックス時代
2019年2月19日にウェイバー公示を経てボルチモア・オリオールズへ移籍したが、3月8日にドワイト・スミス・ジュニアの加入に伴ってDFAとなった。3月11日に再びウェイバー公示を経てシカゴ・ホワイトソックスへ移籍した。この年は57試合に登板して4勝0敗、防御率4.61、61奪三振を記録した。

### レッドソックス時代
2019年10月31日にウェイバー公示を経てボストン・レッドソックスへ移籍した。12月2日にノンテンダーFAとなったが、4日に1年契約を結び直した。

### カブス時代
2020年8月31日に後日発表選手とのトレードで、シカゴ・カブスへ移籍した。9月30日にDFAとなり、10月2日にマイナー契約となった。その後、オフにFAとなった。

### レッズ時代
2020年12月21日にシンシナティ・レッズとマイナー契約を結び、2021年のスプリングトレーニングに招待選手として参加することになった。
2021年6月19日にメジャー契約を結んでアクティブ・ロースター入りした。7月28日にDFAとなった。しかし、その2日後にいったんはFAとなるも同日中にマイナー契約で傘下のAAA級ルイビル・バッツに配属された。

## 投球スタイル
速球は最速98mph（約157.7km/h）で、対左打者にはスライダー、対右打者にはチェンジアップを多投する。

## 詳細情報

### 年度別投手成績
| 年 度    | 球 団    | 登 板 | 先 発 | 完 投 | 完 封 | 無 四 球 | 勝 利 | 敗 戦 | セ 丨 ブ | ホ 丨 ル ド | 勝 率 | 打 者 | 投 球 回 | 被 安 打 | 被 本 塁 打 | 与 四 球 | 敬 遠 | 与 死 球 | 奪 三 振 | 暴 投 | ボ 丨 ク | 失 点 | 自 責 点 | 防 御 率 | W H I P |
| -------- | -------- | ----- | ----- | ----- | ----- | -------- | ----- | ----- | -------- | ----------- | ----- | ----- | -------- | -------- | ----------- | -------- | ----- | -------- | -------- | ----- | -------- | ----- | -------- | -------- | ------- |
| 2015     | SF       | 35    | 0     | 0     | 0     | 0        | 2     | 0     | 0        | 11          | 1.000 | 120   | 28.2     | 24       | 4           | 8        | 0     | 0        | 27       | 2     | 0        | 12    | 7        | 2.20     | 1.12    |
| 2016     | SF       | 59    | 0     | 0     | 0     | 0        | 1     | 3     | 0        | 18          | .250  | 160   | 36.1     | 31       | 7           | 19       | 1     | 3        | 25       | 2     | 0        | 20    | 19       | 4.71     | 1.38    |
| 2017     | SF       | 54    | 0     | 0     | 0     | 0        | 3     | 2     | 0        | 6           | .600  | 201   | 43.1     | 48       | 7           | 27       | 1     | 1        | 43       | 5     | 0        | 32    | 30       | 6.23     | 1.73    |
| 2018     | SF       | 12    | 0     | 0     | 0     | 0        | 0     | 0     | 0        | 2           | ----  | 61    | 12.0     | 20       | 2           | 7        | 0     | 2        | 10       | 3     | 0        | 11    | 11       | 8.25     | 2.25    |
| 2019     | CWS      | 57    | 0     | 0     | 0     | 0        | 4     | 0     | 0        | 2           | 1.000 | 272   | 67.2     | 62       | 15          | 15       | 1     | 0        | 61       | 3     | 0        | 38    | 35       | 4.66     | 1.14    |
| 2020     | BOS      | 13    | 1     | 0     | 0     | 0        | 1     | 1     | 0        | 1           | .500  | 70    | 15.2     | 16       | 6           | 5        | 0     | 1        | 20       | 0     | 0        | 10    | 10       | 5.74     | 1.34    |
| 2020     | CHC      | 4     | 0     | 0     | 0     | 0        | 0     | 0     | 0        | 0           | ----  | 16    | 2.2      | 5        | 0           | 0        | 0     | 1        | 4        | 0     | 0        | 6     | 3        | 10.13    | 1.88    |
| '20計    | CHC      | 17    | 1     | 0     | 0     | 0        | 1     | 1     | 0        | 1           | .500  | 86    | 18.1     | 21       | 6           | 5        | 0     | 2        | 24       | 0     | 0        | 16    | 13       | 6.38     | 1.42    |
| 2021     | CIN      | 17    | 0     | 0     | 0     | 0        | 2     | 0     | 1        | 3           | 1.000 | 60    | 14.1     | 15       | 4           | 5        | 0     | 0        | 9        | 0     | 0        | 9     | 8        | 5.02     | 1.40    |
| MLB：7年 | MLB：7年 | 251   | 1     | 0     | 0     | 0        | 13    | 6     | 1        | 43          | .684  | 960   | 220.2    | 221      | 45          | 86       | 3     | 8        | 199      | 15    | 0        | 138   | 123      | 5.02     | 1.39    |

- 2021年度シーズン終了時

### 年度別守備成績
| 年 度 | 球 団 | 投手（P） | 投手（P） | 投手（P） | 投手（P） | 投手（P） | 投手（P） |
| 年 度 | 球 団 | 試 合     | 刺 殺     | 補 殺     | 失 策     | 併 殺     | 守 備 率  |
| ----- | ----- | --------- | --------- | --------- | --------- | --------- | --------- |
| 2015  | SF    | 35        | 1         | 2         | 1         | 0         | .750      |
| 2016  | SF    | 59        | 2         | 9         | 1         | 0         | .917      |
| 2017  | SF    | 54        | 2         | 3         | 0         | 0         | 1.000     |
| 2018  | SF    | 12        | 2         | 1         | 0         | 0         | 1.000     |
| 2019  | CWS   | 57        | 7         | 7         | 0         | 0         | 1.000     |
| MLB   | MLB   | 217       | 14        | 22        | 2         | 0         | .947      |

- 2019年度シーズン終了時

### 背番号
- 61（2015年 - 2018年）
- 64（2019年）
- 35（2020年 - 同年途中、2021年）
- 37（2020年途中 - 同年終了）